# Ayles
Ayles è un'isola di ghiaccio galleggiante situata sul mar Glaciale Artico, nei pressi dell'isola di Ellesmere, Nunavut, Canada. 

## Descrizione
Secondo i dati più recenti l'isola presenta uno spessore di 30-40 m e misura circa 15 per 5 km, per una superficie pari a 66 km². Le più recenti ricerche ritengono che il più antico ghiaccio che la compone si sia formato 4500 anni fa.
Prima del suo distacco dalla costa dell'isola di Ellesmere fu parte di una delle sei più grandi piattaforme di ghiaccio (in inglese ice shelf) dello stato nordamericano.

## Il distacco
Nell'estate 2005, una serie di concomitanti condizioni atmosferiche e di temperatura che interessavano la costa settentrionale dell'isola di Ellesmere, crearono una zona di mare libero dai ghiacci che normalmente premevano sulla terraferma favorendo, apparentemente grazie a una temperatura più elevata del normale e venti persistenti, il distacco di una grande porzione della piattaforma.
Questa, scivolata in acqua il 13 agosto 2005, formò un'immensa isola di ghiaccio che galleggiando nel tratto di mare aperto venne velocemente spostata verso ovest. Si ritiene sia stato il più grande evento del genere in Canada in oltre trent'anni. L'evento è stato registrato dai sismologi canadesi del nord del Canada e da immagini satellitari della NASA.

Immagini del distacco della piattaforma
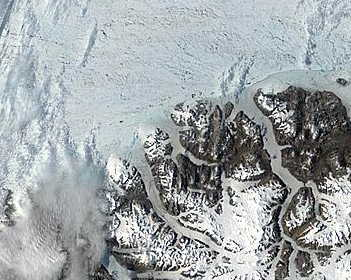
Prima: isola di Ellesmere il 12 luglio, 2002.
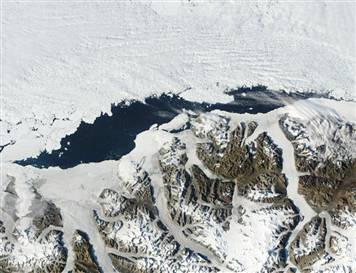
Dopo: immagine da satellite NASA del 13 agosto, 2005.